# Szanszkrit nyelv
A szanszkrit nyelv (/saṃskṛtā vāk/ संस्कृता वाक्), illetve annak korábbi formája, a védikus óind, az indoeurópai nyelvcsalád indo-iráni csoportjába tartozik. Az egyik legősibb indoeurópai nyelv, az Észak-Indiát az i. e. 2. évezredben meghódító indoárják nyelve volt,  az egyik köznyelvi változatából származnak a mai észak-indiai indoárja nyelvek. Az ókori India és a hindu vallás máig használt, szoros szabályok közé szorított, de választékos és művészi liturgikus nyelve. Tudományos és költői nyelvként hasonló szerepet tölt be az indiai kultúrában, mint a latin és az ógörög az európaiban, központi szerepe van a hindu, a dzsainista és a buddhista hagyományokban. A nevében található „kri” igető azonos eredetű a latin creare (teremteni) igével. Legközelebbi rokona az óiráni avesztai nyelv volt. A szanszkrit és az óperzsa nyelv még igen közel állt egymáshoz, mára azonban a belőlük kialakult modern nyelvek révén (→ perzsa nyelv és ind nyelvek) már eltávolodtak egymástól.
A szanszkrit nyelv ősisége ellenére tehát nem holt nyelv. Napjainkban a hindu liturgián túl használatos például a szépirodalomban is, továbbá egyes számítások szerint több ezerre tehető azon bráhmanáknak a száma, akik anyanyelvi szinten beszélik.  
A nyelv vizsgálatát Európában meglehetősen későn, a 18. században kezdték meg, mivel a bráhmanok által tanulmányozott tudományokat titkos tanoknak tartották.

## Név
A szanszkrit nyelv elnevezése a szanszkrit sáṃskṛta melléknévből származik, melynek jelentése: összeszerkesztett, kifinomult. A szó töve a saṃskar, melynek jelentése: rendezni, összerakni, elkészíteni. Melléknévi értelemben használt szóként a kifejezés csak az epikus és klasszikus költészetben, a Manusmrtiben és a Mahábháratában jelenik meg.
A szó mindig is a kifinomult, kulturális nyelvre vonatkozott, mely definíció szerint „szent” és „kifinomult” célokat szolgált. A szanszkrit nyelvnek ezt a változatát papok, az uralkodói réteg és a tudósok használták, a nép nyelvével ellentétben, melyre  prākṛta-ként hivatkoztak, és ami több dolgot is jelenthet, többek között: természetes, közönséges.

## Hangrendszer, ragozás
Hangrendszerében fellelhetők (a többi indoeurópai nyelvtől eltérően) a hehezetes zöngés mássalhangzók /gh, dh, bh/ és megkülönbözteti a rövid és hosszú magánhangzókat /i, í stb/. Ez lehetővé teszi az ógöröghöz, latinhoz hasonló időmértékes verselést. 
A névszók három nemet különböztetnek meg: hímnem, nőnem, semlegesnem. Az egyes és többes szám mellett létezik a kettős szám is. (dualis → ógörög, ószláv, mai nyelvek közül szlovén, alsó-szorb, felső-szorb)

## Források, írás

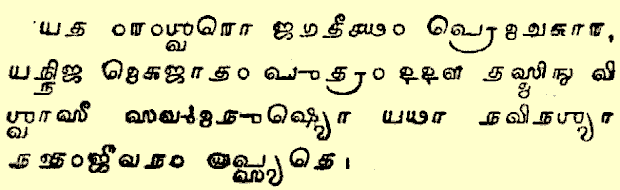
Szanszkrit szöveg grantha írással